# Melker Fredrik Sjösteen
Melker Fredrik Sjösteen (Sjösten), född 2 maj 1821, död 30 december 1853 i Düsseldorf, var en svensk-tysk målare.
Han var son till överstelöjtnanten Fredrik Sjösteen och Christina Charlotta Reuterswärd. Sjösteen studerade vid Konstakademien 1846 och 1849–1850 innan han reste till Tyskland för att studera den europeiska konstströmmen. Av hans föga kända svenska produktion märks en Interiör av en källare i Stockholm som han utförde 1851.     